# Наводнение в Лондоне (1928)

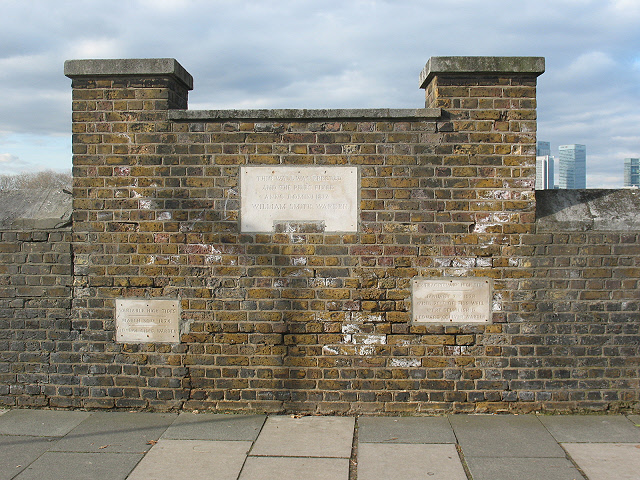
Отметки с уровнем воды, достигавшимся при разных наводнениях, на стене больницы Тринити в Гринвиче. Отметка справа показывает уровень воды при наводнении 1928 года.

Лондонское наводнение 1928 года — наводнение, которое произошло в ночь на 7 января 1928 года, когда река Темза в центре Лондона вышла из берегов, и её воды затопили большие площади в городе. В результате наводнения, унёсшего жизни 14 человек, тысячи людей остались без крова, сильно пострадали многие здания. Это наводнение стало последним крупным наводнением, произошедшим в центральном Лондоне до нынешнего времени.

## Причины наводнения
В Рождество 1927 года в Сотсуолде, центральная Англия, где располагается устье реки Темзы, выпало большое количество снега. В новогоднюю ночь произошло внезапное потепление, а снегопад сменился сильным дождём. Эти события привели к удвоению объёма воды, стекающей в Темзу. В это же время имели место весеннее половодье и штормовой прилив воды из Северного моря, что привело к подъёму уровня воды на 1,5 метра выше нормального уровня. Движение воды вверх по реке с запада на восток подняло её уровень ещё выше.
Ситуация с наводнением усугубилась в результате земляных работ в русле реки, проводившихся с 1909 года и заключавшихся в углублении дна, с тем чтобы корабли большей глубиной погружения могли заходить в лондонский порт. В результате углубления дна морской воде было легче течь вверх по течению во время прилива, в связи с чем уровень воды поднялся на 70 сантиметров.

## Наводнение

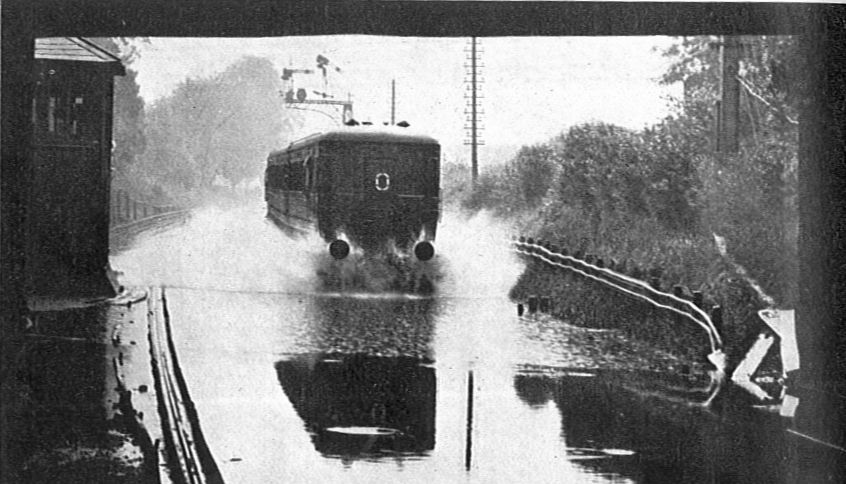
Пригородный поезд следует по затопленным железнодорожным путям в районе станции Кью Бридж при наводнении 7 января 1928 года.

В результате воздействия упомянутых факторов уровень воды в реке поднялся на новый максимум по сравнению с записанными до этого. В 01:30 в ночь на 7 января достиг уровня 5,55 метров над нулевой линии. В результате имело место обширное наводнение вдоль берегов реки в радиусе около 12 километров от центра Лондона, от Путни и Хаммерсмита на востоке до территории лондонского Сити на западе. Сильное наводнение произошло также в Гринвиче, Ист-Лондоне и к востоку от него в сторону устья реки.
Самыми серьёзными последствия наводнения были в Миллбэнке, где рухнула часть набережной Челси длиной 25 метров, из-за чего волна воды хлынула на дома бедняков в этом районе. 14 человек утонули там в своих домах — особенно в подвалах, — так как не смогли вовремя выбраться из них. 4000 человек остались без крова, когда на улицах уровень воды поднялся на высоту 1,2 метра. Галерея Тейт была затоплена водой высотой 2,8 метра, что нанесло серьёзный ущерб коллекции. Также были затоплены части Вестминстерского дворца и парламента, как и ряд линий и станций лондонского метро. Ров лондонского Тауэра был заполнен водой в первый раз за более чем 80 лет. Также были затоплены туннели Ротерхит и Блэкуолл.
Хотя вода перестала прибывать уже в конце того же дня, потребовалось много времени, чтобы откачать воду из многочисленных затопленных тоннелей и подвалов.

## Последствия
На ликвидацию ущерба от наводнения ушло несколько лет. Здания в наиболее пострадавшем районе, Миллбэнке, были в основном разрушены и построены заново. Среди новых зданий, построенных после наводнения, был Темз-хаус, позже ставший резиденцией британской службы MI-5. Ламбетский мост был перестроен, набережные были подняты, а речные ограждения усилены в районе проблемных участков реки.
Данное наводнение, наряду с наводнением в странах Северного моря в 1953 году и повышениями уровня воды в реке в 1947 и 1959 годов, привело к росту осознания необходимости защиты от опасности затопления центра Лондона. Нежелание ограничивать количество судов, имеющих доступ к порту Лондона, в течение многих лет задерживало строительство барьера против наводнений. После того как большая часть кораблей на Темзе переместилась в порт Тилбери, вниз по реке, в 1984 году так называемый Барьер Темзы был наконец построен.